# Cryptacanthodes bergi
Cryptacanthodes bergi és una espècie de peix de la família dels criptacantòdids i de l'ordre dels perciformes.

## Descripció
- Fa 21 cm de llargària màxima.[9][10]

## Hàbitat i distribució geogràfica
És un peix marí, demersal i de clima temperat, el qual viu al Pacífic nord-occidental: el Japó i Rússia, incloent-hi el mar del Japó, l'illa de Hokkaido, la badia de Pere el Gran i l'estret de Tatària.

## Observacions
És inofensiu per als humans.